# Praia do Anil
A Praia do Anil é uma praia do município de Angra dos Reis. Fica localizada em área urbana, em frente a linha férrea da cidade, onde se encontram moradias modestas, construídas nas encostas.
A praia é um local bastante urbano, cenário dos principais eventos culturais e de entretenimento da cidade. Na sua orla coqueiros enfeitam o local. Havia também quiosques, recentemente removidos pela prefeitura da cidade.
A mais de 20 anos a Praia do Anil encontra-se interditada para o banho por causa da poluição.
O local costuma sediar eventos esportivos e de entretenimento como a Festa do Dia do Trabalhador, Ano Novo, Procissão Marítima, Carnaval, Costa Verde Negócios, etc.

## Descrição
Em frente e próxima à praia, pode-se alcançar a pé, na maré baixa, a Ilha dos Coqueiros. Na sua ponta direita, presença de atracadouro e rampas para barcos e um helicóptero. A larga faixa de areia é limitada por uma ampla calçada, em nível mais alto, e uma ciclovia, seguida de uma avenida com mão dupla, a Avenida Ayrton Senna, e da linha da estrada de ferro em toda a sua extensão. Na faixa de areia, presença de redes de vôlei e traves de futebol.

## Despoluição
Duas obras foram executadas paralelamente para devolver a balneabilidade à Praia do Anil. Uma obra de saneamento e uma de dragagem. O primeiro passo foi dado em 1 de agosto de 2007 através intervenção do Sistema Autônomo de Água e Esgoto (SAAE) com a implantação de sistemas de esgotamento sanitário de bacias que contribuem para a Praia do Anil, separando o esgoto das águas pluviais. Também houve a implantação de aproximadamente dois mil metros de rede coletora do tipo separador absoluto e duas Estações Elevatórias.
As obras na praia foram iniciadas à 2 de outubro de 2008. mais tarde foram embargadas pelo Ibama. Segundo o chefe do escritório do instituto no município, a licença concedida pela FEEMA para despoluição da praia não fazia menção a serviços sobre a areia, e a existência de uma espécie de "cava" numa das pontas da praia não estaria de acordo com a autorização da obra. De acordo com o Ibama, a prefeitura municipal foi multada em R$ 600 mil, e a ACLIVE, empresa responsável pela obra, em R$ 100 mil.
Através de várias reuniões, a prefeitura, o Ibama e o Inea entraram em um acordo, ficou decidido que o município indicaria uma empresa especializada em dragagem e despoluição para criar um novo projeto, que seria financiado pelo estaleiro BrasFels.
Em agosto de 2009 o Ministério das Cidades liberou os recursos para levar saneamento básico ao centro da cidade. Entretanto, a despoluição da praia começou a ser feita com da prefeitura do município, antes mesmo da liberação da verba federal de R$ 20 milhões.